# ロバート・フラハティ
ロバート・ジョセフ・フラハティ（英語: Robert Joseph Flaherty, 1884年2月16日 - 1951年7月23日） は、アメリカ合衆国の記録映画作家、映画監督。

## 人物
ドキュメンタリー映画の父として知られる。
映像作品にドキュメンタリーの語が用いられたのは、フラハティの『モアナ』を紹介する1926年2月8日付のニューヨーク・サン紙の記事が最初とされる。筆名でこの記事を書いたのは、イギリスの記録映画作家ジョン・グリアスンであった。
家族とともに現地に住み着いて撮影を行う方式をとり、その影響を受けた日本の小川紳介監督はフラハティの妻であるフランシス・フラハティの著書『ある映画作家の旅 ロバート・フラハティ物語』（みすず書房）を翻訳している。

## 作品
- 極北の怪異（極北のナヌーク） Nanook of the North（1922年）[1]
- The Potterymaker（1925年）
- モアナ Moana（1926年）
- The Twenty-four Dollar Island（1927年）
- 南海の白影 White Shadows in the South Seas（1928年） - 監督（途中降板、クレジットなし）
- タブウ Tabu（1931年） - F・W・ムルナウとの共同製作、原案 / 脚本 / 撮影
- Industrial Britain（1931年） - 共同監督
- The Glassmakers of England（1933年）
- The English Potter（1933年）
- Art of the English Craftsman（1933年）
- アラン Man of Aran（1934年）
- カラナグ Elephant Boy（1937年） - 共同監督
- The Land（1942年）
- Prelude to War（1943年） - 撮影（クレジットなし）
- ザ・バトル・オブ・チャイナ The Battle of China（1944年） - 撮影
- ルイジアナ物語 Louisiana Story（1948年）
- Passione secondo S. Matteo（1949年） - 編集
- The Titan: Story of Michelangelo（1950年） - 共同監督